# NGC 1102
NGC 1102 est une vaste et lointaine galaxie spirale située dans la constellation de l'Éridan. NGC 1102 a été découverte par l'astronome américain Francis Leavenworth en 1886.

## Caractéristiques
Sa vitesse par rapport au fond diffus cosmologique est de  10 883 ± 47 km/s, ce qui correspond à une distance de Hubble de 160 ± 11 Mpc (∼522 millions d'al).
Le classement de spirale barrée par Wolfgang Steinicke et par le professeur Seligman est plutôt étrange, car on ne voit aucune barre sur l'image du relevé Pan-STARRS.